# Alleanza tra Agatocle e Ofella
L'alleanza tra Agatocle e Ofella fu un accordo avvenuto nel 309-308 a.C. tra lo stratego autocratore di Siracusa e il governatore di Cirene nel contesto della spedizione siracusana in Africa contro Cartagine.

## L'ambasceria di Agatocle
Gli storici divergono sui motivi che spinsero Agatocle a richiedere l'aiuto, ovvero l'alleanza, del governatore della Cirenaica, Ofella: secondo alcuni studiosi era più che naturale che Agatocle finisse con il congiungersi con i Greci della Cirenaica, che a loro volta rientravano nel dominio dei Greci dell'Egitto, poiché essi erano da sempre attenti ai movimenti che avvenivano sul territorio cartaginese; data la vicinanza con il proprio confine.

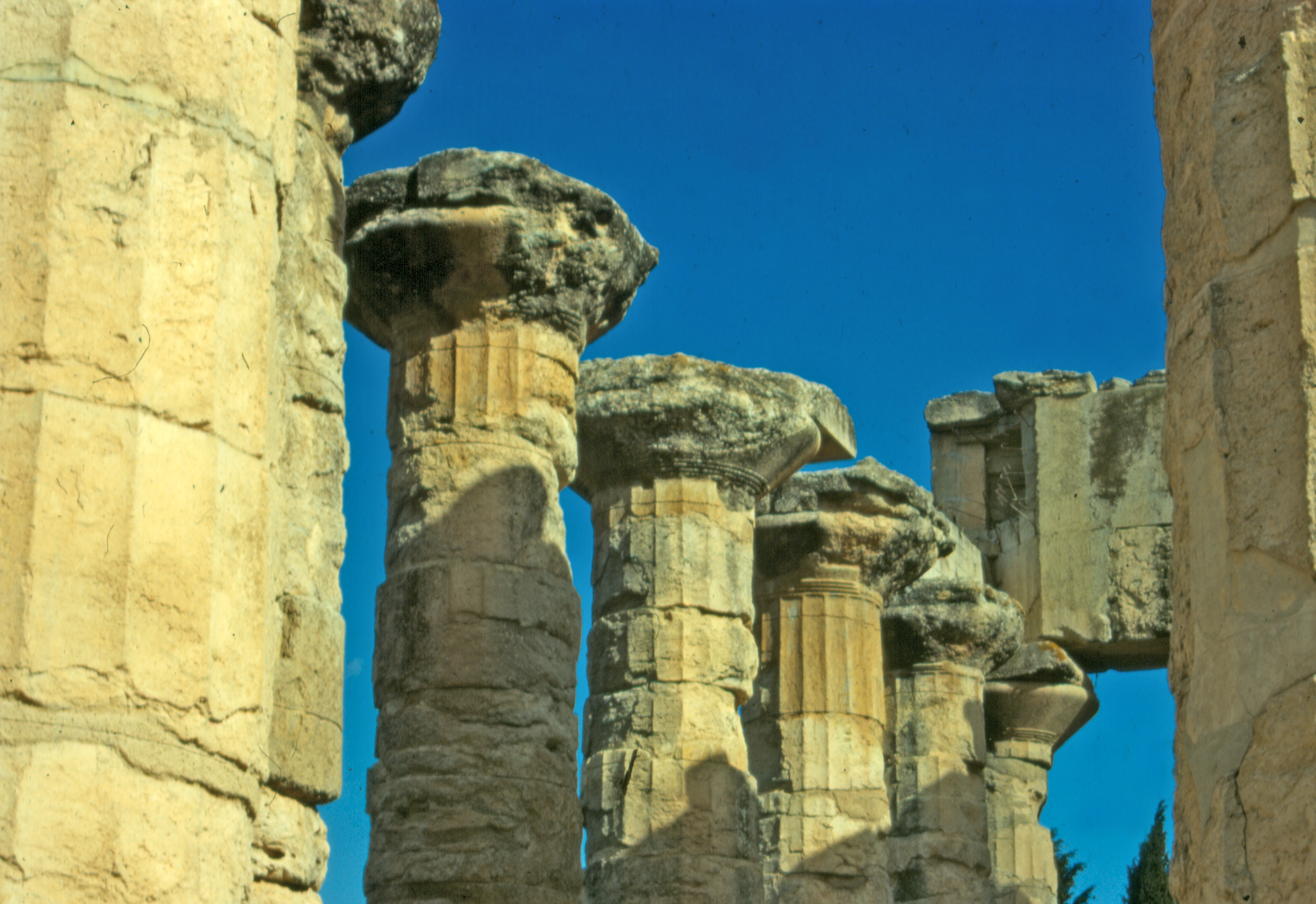
Resti del tempio di Zues, Cirene

Per altri invece Agatocle fu spinto a chiedere alleanza alla Cirenaica a causa della mancanza di alleati veri tra le popolazioni libiche che popolavano la regione cartaginese e dall'instabilità militare del suo esercito causata essenzialmente dalla turbolenza dei mercenari (che erano gran parte dell'esercito agatocleo); costoro con le difficoltà economiche nelle quali notoriamente versava Agatocle, erano sempre tentati dal voltargli le spalle. Per cui Agatocle avrebbe volto lo sguardo altrove: alle armate di Cirene.
Agatocle mandò un ambasciatore siracusano, Ottone (o Ortone), a Cirene, per riferire al Macedone originario di Pella che lo stratego di Siracusa aveva piacere nell'offrire al governatore dell'antica Cirenaica le conquiste effettuate in Libia; quelle già conseguite e quelle che avrebbero conseguito insieme, a seguito della proficua alleanza. Agatocle, in cambio dell'aiuto militare, pretendeva solo che gli si lasciasse il dominio sull'intera isola di Sicilia, poiché egli si trovava in Africa perché costretto dagli estremi eventi che lo avevano condotto fin sotto le mura dell'impero di Cartagine pur di salvare la propria capitale, ma in verità non desiderava possedere la Libia, per cui era ben disposto a offrirla al governo di uno stato, quello cirenaico, che in Africa aveva vetuste radici. Anche Giustino, oltre Diodoro, ricorda tali termini dell'alleanza, ma egli attribuisce l'iniziativa a Ofella e non ad Agatocle.
Ofella, che aveva partecipato alla spedizione in Asia di Alessandro Magno ricevendo da questi il titolo di “compagno” (hetairos), aveva seguito con successo il satrapo d'Egitto Tolomeo Sōtēr e questi gli aveva affidato il governo della Cirenaica. Ad un certo punto, in circostanze non chiare, Ofella sottrasse la secolare terra dei Greci dal controllo dell'Egitto e poté quindi trattare con Agatocle come principe indipendente; Giustino lo indica addirittura con il titolo di “rex Cyrenarum”. Secondo altri però, dato che i motivi di questa scissione dal regno egizio restano oscuri, Ofella se pur insignito di grande libertà d'azione, rimaneva comunque legato al satrapo d'Egitto e da questi dipendente e suo rappresentante.
È Diodoro a informare dell'ambizione che caratterizzava il macedone Ofella: egli nutriva il desiderio di fondare un regno più grande in Africa). La proposta del Siracusano che lo invitava a venirsi a prendere il regno di Cartagine doveva sembrargli quindi molto allettante). Difatti, Ofella accettò l'alleanza con il tiranno aretuseo.

## Il decreto di Ofella ad Atene
Ofella aveva molta influenza nell'Atene comandata dal macedone Cassandro (che aveva affidato il suo governo all'ateniese Demetrio Falereo). Marito della nobile Euridice di Atene, figlia di Milziade (discendente a sua volta del leggendario Milziade comandante delle truppe nella battaglia di Maratona), promotore della fondazione di una colonia ateniese in Adriatico, la figura di Ofella godeva nella capitale attica di grandi aspettative, ed ecco quindi che quando il governatore di Cirene mandò nel 309-308 a.C. agli Ateniesi un decreto con il quale invitava i Greci dell'Ellade ad unirsi alla sua imminente traversata dell'Africa settentrionale per raggiungere Agatocle di Siracusa e fondare con questi un nuovo regno greco nei territori di Cartagine. Le sue parole vennero accolte con entusiasmo ad Atene e da lì l'ansia e l'approvazione per questa campagna si diffuse per la gran parte della Grecia, poiché Ofella offriva a un popolo che si trovava in gravi difficoltà economiche la possibilità di fuggire dall'Ellade e trasferirsi in una nuova colonia, su ricche e fertili terre.
L'arruolamento di Ofella non fu solo militare, ma bensì di stampo coloniale. Agatocle, come emerge dalle antiche fonti, era all'oscuro del massiccio arruolamento di coloni attuato dal principe di Cirene; il Siracusano aveva chiesto truppe per combattere i Cartaginesi, ma Ofella mise in marcia dalla sua capitale non solo soldati, non solo uomini, ma anche un ingente numero di donne e bambini, di beni di prima necessità e di tutto ciò che occorreva per colonizzare una nuova terra.

## Connessioni con il conflitto tra Cassandro e Tolomeo

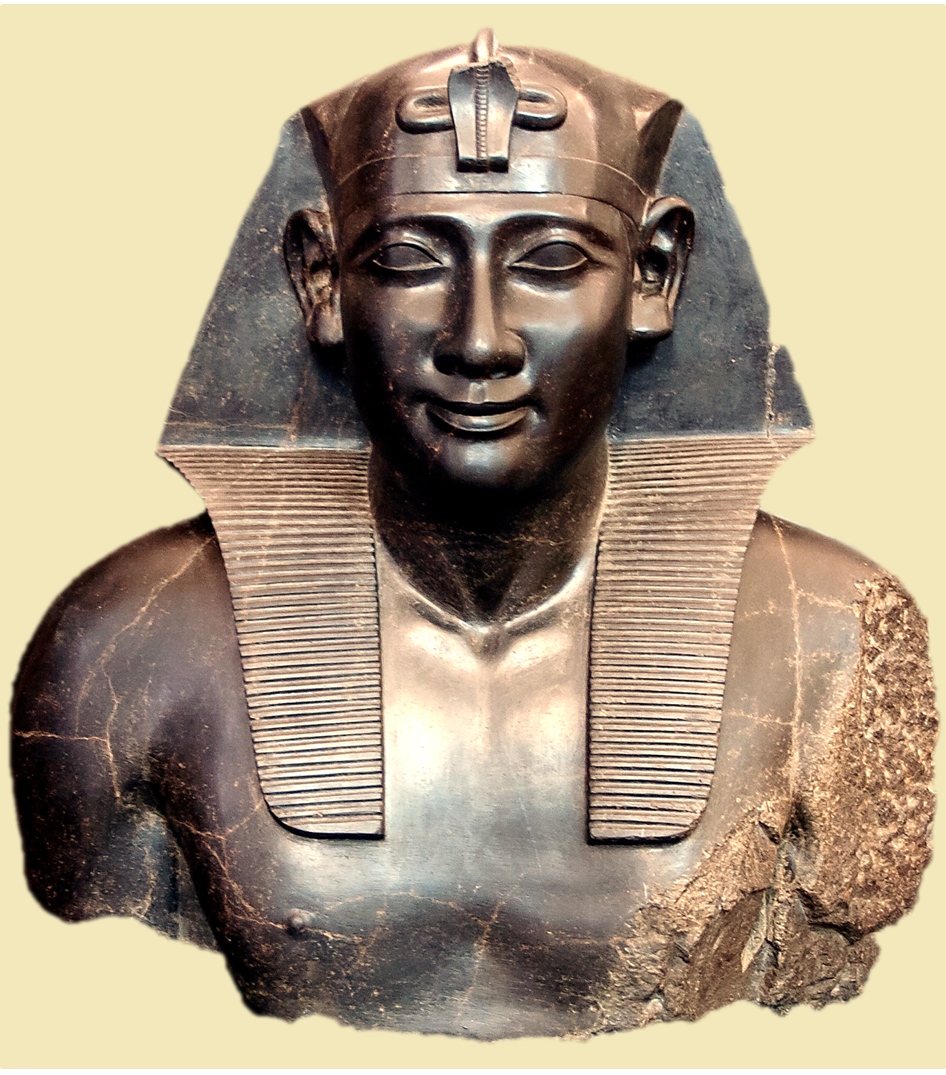
Busto di Tolomeo I Soter

Durante l'accordo tra Ofella e Agatocle, scoppiò un conflitto tra Cassandro e Tolomeo. Il signore dell'Egitto arrivò persino a lasciare la sua capitale, Alessandria, per recarsi in Grecia a ribadire il suo ruolo tra i Macedoni. 
La precipitosa apertura delle ostilità da parte di Tolomeo nei confronti di Cassandro, appare ancor più connessa alle mosse di Agatocle e Ofella se si considera il contesto storico nel quale essa si verificò: dal 316 al 311 a.C. Cassandro e Tolomeo avevano fatto parte della medesima coalizione (insieme a Lisimaco e Seleuco) contro il satapro d'Asia Antigono; dopo averlo vinto, i diadochi formularono nel 311 a.C. un trattato con il quale si annunciava la dissoluzione dell'impero di Alessandro Magno; i reggenti avrebbero preso il titolo di strateghi e le poleis della Grecia sarebbero tornate indipendenti. Cassandro venne quindi nominato stratega d'Europa; strategia che avrebbe mantenuto fino a quando il figlio di Alessandro Magno, Alessandro IV, non avesse raggiunto la maggiore età. Tuttavia il Macedone, non volendo rinunciare ai suoi ambiziosi piani, uccise Alessandro IV e mantenne uno stretto controllo militare sui territori della Grecia, negando ad essi l'indipendenza sancita dal trattato; tutto ciò accadeva sempre nel 311 a.C. e a Tolomeo sembrava andar bene questa situazione, poiché per ben tre anni non si mosse in alcun modo contro Cassandro.
Appare quindi quanto meno singolare che nel 308 a.C., proprio dopo la stipulazione dell'accordo tra Agatocle e Ofella (che aveva indubbiamente il “lasciapassare” di Cassandro ad Atene; poiché gli Ateniesi erano controllati dallo stratega macedone), Tolomeo si sia improvvisamente infuriato contro Cassandro per la sua violazione del trattato stipulato nel 311 a.C. e sia giunto fino in Grecia portando la guerra al suo ex-alleato. Tolomeo con la sua numerosa flotta attraversò le isole egee e vinse i presidii di Cassandro su diverse località, tra le quali si annovera la madrepatria dei Siracusani, Corinto. Dopo avere ottenuto il possesso di Corinto, Tolomeo smise di accanirsi contro Cassandro e stipulò con lui in quello stesso anno un trattato di pace, nel quale si stabilivano le rispettive aree di dominio (rimaste pressoché immutate, a eccezione delle nuove conquiste effettuate dal padrone dell'Egitto durante la sua veloce incursione). 
L'urgenza di Tolomeo sembrava indirizzata solo verso Cassandro, infatti egli ignorò la tragica situazione in cui versava l'Asia comandata dagli altri strateghi e decise di rientrare celermente in Egitto.

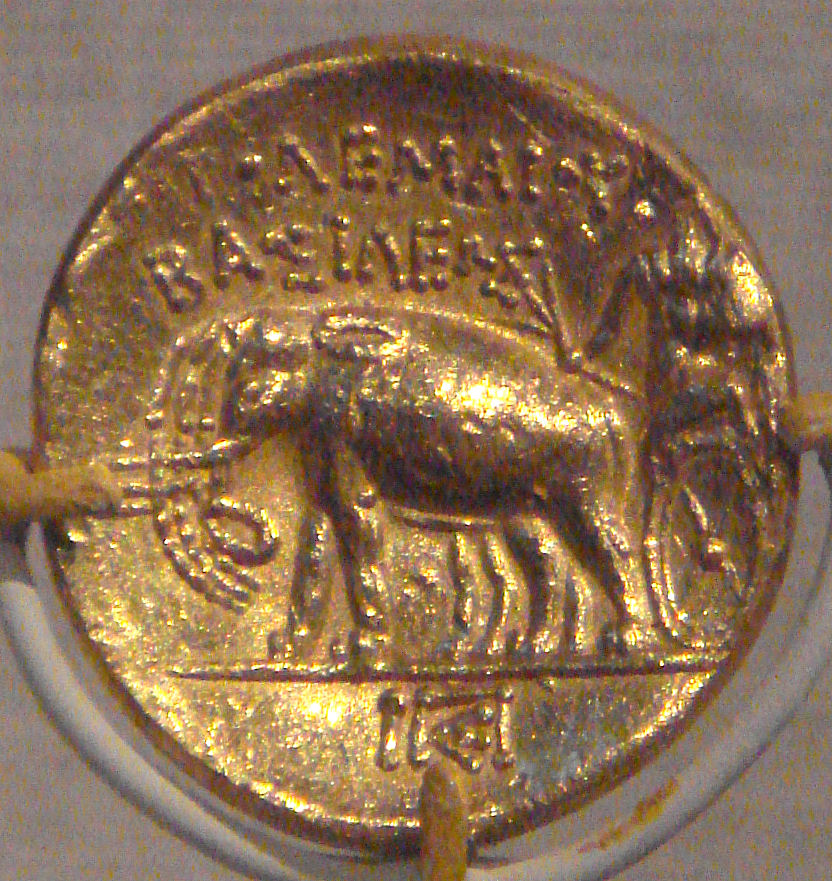
Statere di Tolomeo I con quadriga trainata da elefanti rinvenuto nella Cirenaica

Sono diversi gli studiosi che hanno visto in questa mirata e precipitosa mossa dell'Egizio una fontata connessione con la guerra che Agatocle aveva portato in Africa. Anche chi considera Ofella un rappresentante tolemaico, insignito di molta libertà decisionale, intravede nelle azioni del Ladige il collegamento alla vicenda agatoclea: il satrapo d'Egitto si sarebbe scosso dal momento in cui fu chiaro che il referente di Agatocle e di Ofella era divenuto lo stratego Cassandro; a seguito della chiamata ad Atene. Da qui la sua reazione; i tumulti portati nella Grecia di Cassandro sarebbero stati un chiaro messaggio per far comprendere a chi spettasse il dominio sulle terre d'Africa; del resto la Cirenaica rappresentava il possedimento più occidentale dell'impero egizio: il suo confine verso l'Ovest, e sarebbe stato piuttosto anomalo se il suo dominatore non provasse interesse per quanto le succedeva.
Il Siracusano aveva evidentemente scosso gli equilibri più profondamente di quanto avesse calcolato al principio: le truppe di Atene poste sotto il controllo di Cassandro, fatte giungere da Ofella ai confini dell'Egitto, rappresentavano un diversivo che non rientrava certamente nel suo progetto bellico contro Cartagine, ma spalancavano altri e più imprevedibili scenari; con l'Egitto che avrebbe avuto un'influenza non indifferente sulle sorti della spedizione dei Siracusani in Africa.
Meritevole di attenzione è inoltre il rapporto che si svilupperà, partendo proprio da questo primo significativo approccio di Atene verso Cirene, tra Cassandro e Agatocle (i due giungeranno in seguito anche ad uno scontro diretto per mare e per terra in altri luoghi geografici); il diadoco con il suo appoggio alle azioni di Ofella dimostrava di essere interessato alla politica occidentale; del resto si era posto alla guida di un paese, la Grecia, e Atene in particolare, che da sempre nutriva vivo interesse per i Sicelioti e con il mondo magnogreco in generale.
Le preoccupazioni di Tolomeo, se tali furono - poiché bisogna pur sempre considerare che ufficialmente, nelle fonti primarie, esse non vengono mai esternate -, dovettero riferirsi alla possibilità che una coalizione composta da Siracusani, Ateniesi e Cirenei, vincitrice su Cartagine e fondatrice di un regno ellenistico che avrebbe incorporato tutta la Libye (compresa la Cirenaica), non solo avrebbe fatto saltare gli equilibri geopolitici, ma avrebbe rappresentato anche una concreta minaccia al dominio di Tolomeo sull'Egitto. Le mosse di Agatocle sulla Libye da quel momento in avanti sarebbero state tenute sotto stretta sorveglianza; il celere ritorno di Tolomeo in Alessandria sarebbe stato quindi dettato dalla volontà di seguire da vicino l'evolversi della situazione innescata da Agatocle.

## Il viaggio nel deserto

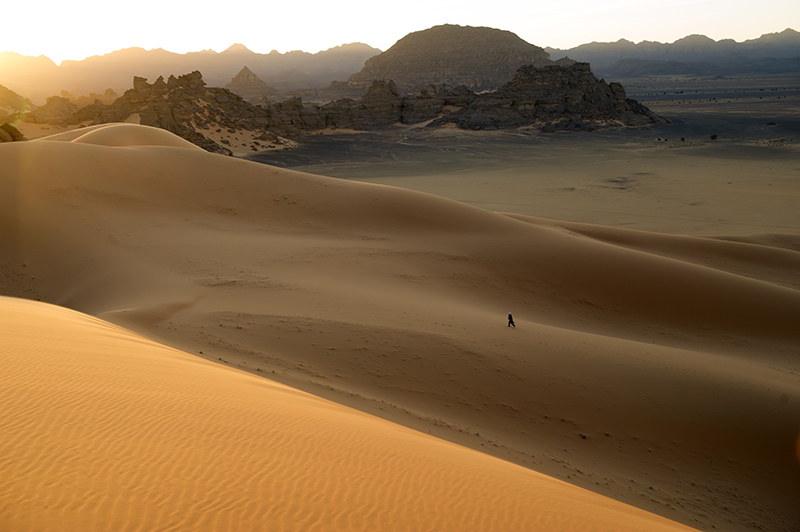
Il deserto libico

Dalla Grecia giunse nella Cirenaica una cifra notevolissima di uomini armati e coloni. Ofella mise in viaggio da Cirene verso Cartagine oltre 20.000 persone: 10.000 fanti, 600 cavalieri, più di 300 aurighi e parabatai (compagni di battaglia), 100 carri da guerra e 10.000 uomini “fuori schieramento” che si accompagnavano, molti di loro, con mogli e figli (proprio per l'alto numero di civili, nonostante il ragguardevole livello raggiunto dalla componente bellica, Diodoro definisce l'esercito di Ofella molto simile a una colonia). L'elemento più difficoltoso del viaggio era costituito dall'attraversamento del deserto sirtico per raggiungere Agatocle e l'accampamento dei Siracusani.
In verità Agatocle non aveva considerato un viaggio nel deserto, poiché egli si aspettava che Cirene gli fornisse parte della sua flotta: il Siracusano voleva delle navi, non immaginava quindi che i Cirenei giungessero a piedi.
Il viaggio di Ofella nel deserto durò ben due mesi, durante i quali gli alleati dei Siracusani ebbero a patire le più estreme condizioni meteorologiche e naturalistiche: gli studiosi infatti concordano nel definire il passo diodoreo di sicuro interesse per ciò che vi si scopre; dai numerosi tipi di serpenti a figure mitologiche come quella di Lamia (la nota regina libica della quale Cirenei e Ateniesi scoprirono l'antro d'ingresso della sua dimora nei pressi di El-Agheila; antica Automala). La mancanza di acqua, di cibo e i morsi mortali dei serpenti, causarono numerose vittime tra le file di Ofella.
Quando finalmente giunsero da Agatocle, questi andò loro incontro e fece sistemare l'accampamento dei nuovi venuti vicino al proprio. I Cartaginesi, che ormai si erano abituati alla presenza dei Siracusani nella loro terra, poiché vigeva una sorta di “status quo”, vedendo la moltitudine che sopraggiungeva, s'incupirono, presagendo nuovi e più terribili scontri. Ma Agatocle non volle che si ingaggiasse subito battaglia; egli piuttosto dedicò dei giorni a rifocillare i Greci di Cirene e di Atene, alleviando le sofferenze che il deserto aveva loro inflitto.

## Il ruolo di Eraclide e l'uccisione di Ofella
Diodoro precisa che Agatocle passò diversi giorni all'interno dell'accampamento di Ofella, a prendere coscienza dell'insieme. Probabilmente il Siracusano era molto sorpreso di ritrovarsi non solo fra i soldati, ma anche fra una marea di coloni; per giunta ateniesi.
In tale circostanza si inserisce la notizia data da Giustino e Polieno circa il ruolo che il figlio più giovane di Agatocle, Eraclide, avrebbe svolto nella vicenda di Ofella; un ruolo strettamente connesso alla fine del Cireneo, poiché precede la sua uccisione, ma le due fonti primarie divergono nel narrare quanto avvenuto:
Giustino afferma che Ofella adottò il figlio di Agatocle (cum adoptatus filius eius ab Ophella esset); in segno di grande stima per l'alleato, a seguito dei lusinghieri e affabili discorsi e delle numerose cene che i tre compivano insieme. Proprio durante una di queste cene, mentre Ofella era privo di guardie, Agatocle lo avrebbe sopraffatto e ucciso.
Polieno pone anch'esso al centro della scena Eraclide, ma in altri termini; lo storico macedone afferma infatti che Agatocle conoscendo le inclinazioni di Ofella verso i ragazzi, gli spedì suo figlio Eraclide, che era un giovane di straordinaria bellezza, con il compito di distrarlo, ma di resistere al contempo alle avances che sapeva sarebbero arrivate da parte del Cireneo. In effetti Ofella si invaghì a tal punto di Eraclide che lo tenne come ostaggio nel suo accampamento e concepì per lui una violenta passione. Agatocle, approfittando quindi della completa distrazione del Cireneo, poté invadere il suo campo e uccidere l'alleato; recuperando il figlio che, sottolinea Polieno, era riuscito a resistere ad Ofella.
In entrambe le versioni, se pur con una differenza sostanziale (nella prima Eraclide è “adottato” in segno di stima reciproca, mentre nella seconda il figlio di Agatocle è un “ostaggio”), Eraclide appare come un'esca per l'alleato divenuto scomodo. Diodoro invece sembra non conoscere questo ruolo di Eraclide, pur concordando comunque che Ofella nel momento dell'agguato si sentiva al sicuro; non aveva alcun sospetto o percezione di quanto stava per accadere.

## I motivi dietro l'uccisione
Nella versione di Diodoro, Agatocle indice un'assemblea nella quale i partecipanti sono armati. Qui Agatocle accusa, davanti all'esercito, Ofella di tradimento (ma Diodoro non spiega da cosa derivi questa accusa) e quindi il Siracusano dà l'ordine di ucciderlo; Ofella si difende, ma non può contrastare le forze siracusane che sono superiori per numero e lo accerchiano. Il governatore di Cirene muore combattendo. Subito dopo Agatocle costrinse i soldati di Ofella presenti durante l'agguato a deporre le armi.
Data l'ambiguità delle fonti su questa uccisione, i motivi che spinsero Agatocle ad un gesto simile rimangono oscuri. Per alcuni studiosi egli sarebbe stato spinto al delitto dalla brama di potere: Agatocle voleva essere l'unico leader e dal momento in cui aveva chiamato Ofella, egli già sapeva come sarebbe andata a finire; l'avrebbe ucciso e dopo la sua morte le truppe sarebbero passate automaticamente sotto il suo comando. 
Secondo altri invece sia Ofella che Agatocle si trovarono sopraffatti dalle divergenze nei loro piani: Agatocle voleva una flotta e Ofella non gliela concesse; non aveva chiesto coloni e la sua priorità rimaneva Cartagine, non la fondazione di un regno ellenistico in Africa.

## L'inglobamento dell'esercito
Dopo la morte del loro comandante, Agatocle convinse  a passare dalla sua parte l'esercito di Ofella con laute promesse. A conferma di questo importante passaggio ci sono numerosi rinvenimenti di monete cirenaiche e siracusane nella città di Tunisi; si tratta di tesoretti scoperti sull'altura di colle Belvedere.
Un'altra prova di questa unione è data dal tipo di coniazione che sceglie di adottare Agatocle in questo periodo: egli infatti rinuncia alla classica monetazione di Siracusa - che si basa su simboli come le ninfe (Aretusa e Kore), animali marini (maggiormente delfini), più recentemente l'aquila e reca sempre la scritta “dei Siracusani” - per adottare piuttosto una monetazione con i simboli cari agli Ateniesi e ai Cirenei; quindi vengono emessi conii raffiguranti la civetta al posto dell'aquila, con la Vittoria alata, con Alessandro in pelle di elefante e Atena armata stante, ma soprattutto sparisce dai conii il genitivo “dei Siracusani” e compare quello “di Agatocle”. Tutto ciò oltre a mostrare un'unione con il suo nuovo esercito di più larga etnia, mostra come Agatocle si stesse affiliando culturalmente al mondo ellenistico e avesse ormai superato il concetto più arcaico di singola città-stato.

## I coloni vengono imbarcati per Siracusa
Agatocle non aveva intenzione di colonizzare la Libia; lo aveva già messo in chiaro nel patto di alleanza con Ofella, quando gli aveva promesso in caso di vittoria la cessione del dominio sulla Libia, mentre a lui sarebbe spettato il dominio su tutta la Sicilia. Con la morte di Ofella non mutarono i suoi propositi : i coloni, non previsti nella sua campagna bellica contro Cartagine, non potevano rimanere al suo accampamento, destinato alle operazioni militari. 
Né probabilmente il dinasta aretuseo avrebbe potuto impegnare uomini e mezzi per dedicarsi alla preservazione dei coloni in una terra ostile dove la presenza dei Cartaginesi avrebbe impedito un'operazione coloniale di così vasta portata.
Agatocle decise quindi di imbarcare tutti coloro che non erano adatti a combattere e di farli giungere nella sua capitale; a Siracusa. Tuttavia durante la navigazione, le tempeste in mare fecero strage dei naviganti: molti di loro furono sbalzati sulle coste italiane; nelle cosiddette isole delle Pithecuse: si tratta di Procida, Ischia e Capri, le quali sorgono nell'odierno golfo di Napoli. Pochi dei coloni partiti dalla Grecia e da Cirene riuscirono ad approdare a Siracusa.

### Esplicative
1. ↑  Si dice fermamente convinto di ciò lo studioso Edouard Will che seguendo la Suida lo definisce dinasta. Tra l'altro egli nota come il finale della vicenda (Tolomeo “conquista” la Cirenaica) sia un'ulteriore conferma dell'indipendenza di Ofella. Cfr. Edouard Will (1964), pp. 328-329. In tale direzione, pur non definendolo esplicitamente indipendente: Carla Ravazzolo, p. 122.

### Referenze
1. ↑  Cfr. Consolo Langher (2006), p. 2032.
2. ↑  Gaetano De Sanctis, p. 225.
3. ↑  Cfr. Orthon ambasciatore di Agatocle: E. Olshausen, Prosopographie der hellenistischen Konigsgesandten  (Studia Hellenistica 19), Lovanii 1974, p. 200.
4. 1 2  Per approfondire i rapporti tra Cirene e i Greci vd.: Sandro Stucchi, Cirene e la Grecia, 1976: sui rapporti in epigrafe tra Cirene e Siracusa: p. 105, n. 18.
5. ↑  Diod. Sic., XX 40, 1-4.
6. 1 2  Giustino, XXII 7, 4.
7. ↑  Attilio Momigliano in  Ofella, in Enciclopedia Italiana, Roma, Istituto dell'Enciclopedia Italiana..
8. ↑  Così Consolo Langher (2006), p. 2033 (già in Consolo Langher (1992), p. 101; anche se qui si nota l'assenza del termine “rappresentante”) e Gaetano De Sanctis, p. 226 con ampia nota 1.
9. ↑  Diod. Sic., XX 40, 1.
10. ↑  Non a caso Ofella è stato definito da alcuni studiosi, seguendo la successione degli eventi che lo vedono protagonista, come l'erede dei progetti occidentali di Alessandro Magno: così per esempio lo ha definito Victor Leopold Ehrenberg in Ofella di Cirene, 1938, pp. 144-151 citato in Carla Ravazzolo, p. 123, n. 15.
11. 1 2  Diod. Sic., XX 40. 5.
12. ↑  IG II 1629 = Syll. 305 = Tod 200, II. 225-226. Cfr. Carla Ravazzolo, p. 121.
13. ↑  Diod. Sic., XX 40. 5-7. Cfr. Carla Ravazzolo, p. 122; Consolo Langher (1992), pp. 99-100, n. 3.
14. ↑  Diod. Sic., XX 41, 1.
15. ↑  Eventi narrati in Consolo Langher (1992), pp. 102-103 con ampia bibliografia posta sulle note.
16. 1 2  Diod. Sic., XX 37, 1-2. Consolo Langher (1992), p. 104.
17. ↑  Cfr. Consolo Langher (1992), pp. 104-105 (cfr. anche Siracusa e la Sicilia greca: tra età arcaica ed alto ellenismo, Langher 1996, p. 176); Edouard Will, pp. 61; 88.
18. ↑  Consolo Langher (2006), p. 2036.
19. ↑  Consolo Langher (1992), p. 110.
20. ↑  Cfr. Edouard Will (1964), p. 330; Consolo Langher (1992), pp. 104-105 (cfr. anche Consolo Langher (2006), p. 2037).
21. ↑  Diod. Sic., XX 41, 1. Cfr Consolo Langher (1992), p. 102; Carla Ravazzolo, p. 124.
22. ↑  Sui serpenti libici cit. Stefania De Vido, p. 338; sulla geografia, flora e fauna della Libia di Diodoro cit. Stefania De Vido, pp. 327-357.
23. ↑  Diod. Sic., XX 41, 2-6. Su Lamia durante il viaggio di Ofella vd.: Franca Landucci Gattinoni,  Agatocle, Ofella e il mito di Lamia, su riviste.unimi.it. URL consultato il 3 giugno 2017..
24. ↑  Diod. Sic., XX 42, 1.
25. 1 2  Diod. Sic., XX 42, 3.
26. ↑  Giustino, XXII 7, 5.
27. ↑  Polieno, V 3, 4.
28. ↑  Nicola Bonacasa, L'Egitto in Italia, 1998, p. 69; Kōkalos, 2004, pp. 279-280.
29. ↑  Cfr. sulla monetazione in dettaglio Consolo Langher (2006), pp. 2033-2038.
30. ↑  Cit. Friedrich Leopold zu Stolberg-Stolberg, Viaggio in Sicilia, ed. 2003, p. 155.
31. ↑  Diod. Sic., XX 44, 7.